# Vălenii de Munte
Vălenii de Munte – miasto w Rumunii, w okręgu Prahova. Liczy 15 tys. mieszkańców (2006).
W czasie II wojny światowej w miasteczku znajdował się obóz internowania dla Polaków.